# Alfred Molina
Alfred Molina (Paddington, London, Anglia, 1953. május 24. –) angol színész.

## Családja és ifjúkora
Alfredo Molina néven született Paddingtonban, Londonban. Édesanyja, Giovanna (született Bonelli), olasz háziasszony, aki szakácsként és szállodai takarítóként is dolgozott, miután Nagy-Britanniába emigrált. Apja, Esteban Molina, madridi spanyol bevándorló volt, aki pincérként és sofőrként dolgozott. Molina Notting Hillben, munkások között nőtt fel, más bevándorlókkal együtt. Molina úgy döntött, hogy színész lesz, miután 9 évesen látta a Spartacust (1960), és a Guildhall School of Music and Drama drámaiskolába járt. Később felvételt nyert a National Youth Theatre-be. 21 éves korában Alfredra változtatta a nevét, első ügynökének biztatására.

## Pályafutása
Molina pályafutása 1978-ban kezdődött, amikor szerepet kapott a Leonard Rossiter főszereplésével készült a The Losers című filmsorozatban.
Az 1980-as évek elején filmes pályája kisebb-nagyobb szerepekkel indult el, azonban később nagy elismertséget szerzett a szakmájában. Olyan remek filmekben szerepelt, mint Az elveszett frigyláda fosztogatói (1981) Satipoja, aki Jones egyik kísérője és árulója, a 2002-es Frida, melyben Salma Hayek partnereként volt látható a vásznon, valamint a 2004-es Pókember 2.-ben, melyben a főgonosz, Dr. Octopus szerepében parádézott.

## Magánélete
Molina 2004 óta a kaliforniai Los Angelesben lakik, miután hivatalosan bejelentett, amerikai állampolgár lett. Folyékonyan beszél angolul, olaszul és spanyolul.
1986-ban feleségül vette Jill Gascoine színésznőt Tower Hamlets, Londonban. Házasságukból született egy lánya, Rachel Molina (született 1980), aki londoni székhelyű fotós, valamint két mostoha gyermeke (Adam és Sean), akik Gascoine első házasságából születtek. Később nagyapa lett, amikor megszületett két unokája Alfie 2003. novembere és Layla 2006 májusában.
Molina nemcsak színész, hanem AIDS támogató is. Nem csak adományoz AIDS kutatása felé, hanem részt vesz a Los Angeles-i AIDS Walkban.

## Filmográfia

### Film
| Év   | Magyar cím                                      | Eredeti cím                                   | Szerep                                               | Magyar hang            |
| ---- | ----------------------------------------------- | --------------------------------------------- | ---------------------------------------------------- | ---------------------- |
| 1981 | Az elveszett frigyláda fosztogatói              | Raiders of the Lost Ark                       | Satipo                                               | Szinovál Gyula         |
| 1985 | Levél Brezsnyevnek                              | Letter to Brezhnev                            | Szergej                                              | Cs. Németh Lajos       |
| 1985 | Sólyomasszony                                   | Ladyhawke                                     | Cezar                                                | Koroknay Géza          |
| 1985 | Sólyomasszony                                   | Ladyhawke                                     | Cezar                                                | Selmeczi Roland        |
| 1985 | A víz mindent visz                              | Water                                         | Pierre                                               |                        |
| 1985 | Eleni                                           | Eleni                                         | Christos fiatalon (stáblistán nem szerepel)          |                        |
| 1987 | Hegyezd a füled!                                | Prick Up Your Ears                            | Kenneth Halliwell                                    | Fekete Ernő            |
| 1988 | Manifesto                                       | Manifesto                                     | Avanti                                               | Mihályi Győző          |
| 1989 |                                                 | Virtuoso                                      | John Ogdon                                           |                        |
| 1989 |                                                 | Rescuers Speaking                             | olasz pap                                            |                        |
| 1991 |                                                 | Hancock                                       | Tony Hancock                                         |                        |
| 1991 | Lányom nélkül soha                              | Not Without My Daughter                       | Sayyed Bozorg Mahmoody                               | Forgács Péter          |
| 1991 | Amerikai barátok                                | American Friends                              | Oliver Syme                                          | Lux Ádám               |
| 1991 | Amerikai barátok                                | American Friends                              | Oliver Syme                                          | Kálid Artúr            |
| 1991 | Amerikai barátok                                | American Friends                              | Oliver Syme                                          | Mihályi Győző          |
| 1992 | Elvarázsolt április                             | Enchanted April                               | Mellersh Wilkins                                     | Szabó Sipos Barnabás   |
| 1993 | A per                                           | The Trial                                     | Titorelli                                            | Csuja Imre             |
| 1993 | Amikor a disznók repülnek                       | When Pigs Fly                                 | Marty                                                | Gesztesi Károly        |
| 1994 | Maverick                                        | Maverick                                      | Angel                                                | Csuja Imre             |
| 1994 | Fehér Agyar 2. – A fehér farkas mítosza         | White Fang 2: Myth of the White Wolf          | Reverend Leland Drury                                | Vass Gábor             |
| 1994 | A hajó hülyéje                                  | Cabin Boy                                     | Nathaniel történelemtanára (stáblistán nem szerepel) | Teizi Gyula            |
| 1995 | A lény                                          | Species                                       | Dr. Stephen Arden                                    | Jakab Csaba            |
| 1995 | A kis dobás                                     | The Steal                                     | Cliff                                                | Csuja Imre             |
| 1995 | A Perez család                                  | The Perez Family                              | Juan Raúl Perez                                      | Kőszegi Ákos           |
| 1995 | A Perez család                                  | The Perez Family                              | Juan Raúl Perez                                      | Breyer Zoltán          |
| 1995 | Halott ember                                    | Dead Man                                      | kereskedő misszionárius                              |                        |
| 1995 | Skorpió forrás                                  | Scorpion Spring                               | Denis Brabant                                        | Haás Vander Péter      |
| 1995 | Rejtekhely                                      | Hideaway                                      | Dr. Jonas Nyebern                                    | Csuja Imre             |
| 1996 | A sivatagi hold titka                           | Mojave Moon                                   | Sal                                                  | Papp János             |
| 1996 | A gyanú árnyéka                                 | Before and After                              | Panos Demeris                                        | Csuja Imre             |
| 1997 | Az oroszlánok földjén                           | The Place of Lions                            | Sebhelyesarcú                                        | Gesztesi Károly        |
| 1997 | Anna Karenina                                   | Anna Karenina                                 | Levin                                                | Jakab Csaba            |
| 1997 | Boogie Nights                                   | Boogie Nights                                 | Rahad Jackson                                        | Fazekas István         |
| 1997 | Az ember, aki túl keveset tudott                | The Man Who Knew Too Little                   | Boris 'A hentes' Blavasky                            | Csuja Imre             |
| 1997 |                                                 | A Further Gesture                             | Tulio                                                |                        |
| 1998 | Hajó, ha nem jó                                 | The Impostors                                 | Sir Jeremy Burtom                                    | Sinkovits-Vitay András |
| 1998 | A meteor                                        | Pete's Meteor                                 | Hugh                                                 |                        |
| 1998 | Kéjek háza                                      | The Treat                                     | ezredes                                              |                        |
| 1999 | Derék Dudley                                    | Dudley Do-Right                               | Snidely K. 'Whip' Whiplash                           | Szacsvay László        |
| 1999 | Magnólia                                        | Magnolia                                      | Solomon Solomon                                      | Rosta Sándor           |
| 2000 | A csodatevő                                     | The Miracle Maker                             | Simon, a farizeus (hangja)                           |                        |
| 2000 | Csokoládé                                       | Chocolat                                      | Comte De Reynaud                                     | Blaskó Péter           |
| 2001 | Texas Rangers                                   | Texas Rangers                                 | John King Fisher                                     | Sörös Sándor           |
| 2002 | Frida                                           | Frida                                         | Diego Rivera                                         | Szakácsi Sándor        |
| 2002 | Sírhely kilátással – Nincs esküvő, csak temetés | Plots with a View                             | Boris Plots                                          | Szombathy Gyula        |
| 2003 | Az élet nélkülem                                | My Life Without Me                            | Ann apja                                             | Rosta Sándor           |
| 2003 | Azonosság                                       | Identity                                      | Dr. Malick                                           | Barbinek Péter         |
| 2003 | Kávé és cigaretta                               | Coffee and Cigarettes                         | Önmaga                                               | Hajdu Steve            |
| 2003 | Luther                                          | Luther                                        | Johann Tetzel                                        | Csuja Imre             |
| 2004 |                                                 | Crónicas                                      | Victor Hugo Puente                                   |                        |
| 2004 | Pókember 2.                                     | Spider-Man 2                                  | Dr. Otto Octavius / Doctor Octopus                   | Csernák János          |
| 2004 | Gőzfiú                                          | Steamboy                                      | James Edward Steam (hangja)                          |                        |
| 2006 | A Da Vinci-kód                                  | The Da Vinci Code                             | Manuel Aringarosa atya                               | Csankó Zoltán          |
| 2006 | Ahogy tetszik                                   | As You Like It                                | Touchstone                                           | Kerekes József         |
| 2006 |                                                 | Orchids (rövidfilm)                           | Cliff                                                |                        |
| 2007 | Beugratás                                       | The Hoax                                      | Dick Suskind                                         | Csuja Imre             |
| 2007 | Selyem                                          | Silk                                          | Baldabiou                                            | Csuja Imre             |
| 2007 | Tízparancsolat                                  | The Ten Commandments                          | II. Ramszesz fáraó (hangja)                          | Kassai Károly          |
| 2007 | A Hold és a csillagok                           | The Moon and the Stars                        | Davide Rieti                                         | Csuja Imre             |
| 2007 | A kis áruló                                     | The Little Traitor                            | Dunlop őrmester                                      | Csuja Imre             |
| 2007 | Scooby-Doo és a hószörny                        | Chill Out, Scooby-Doo!                        | Jeffries professzor (hangja)                         | Megyeri János          |
| 2007 | Scooby-Doo és a hószörny                        | Chill Out, Scooby-Doo!                        | Jeffries professzor (hangja)                         | Forgács Gábor          |
| 2008 | Végre karácsony!                                | Nothing like the Holidays                     | Edy Rodriguez                                        | Ifj. Jászai László     |
| 2009 | Egy lányról                                     | An Education                                  | Jack Mellor                                          | Barbinek Péter         |
| 2009 | A rózsaszín párduc 2.                           | The Pink Panther 2                            | Randall Pepperidge                                   | Blaskó Péter           |
| 2009 | Angyalok és démonok                             | Angels & Demons                               | narrátor (hangja)                                    |                        |
| 2009 | A titokzatos lakó                               | The Lodger                                    | Chandler Manning                                     | Szombathy Gyula        |
| 2009 | A Csodanő                                       | Wonder Woman                                  | Árész (hangja)                                       | Seder Gábor            |
| 2009 |                                                 | Big Guy (rövidfilm)                           | Kent                                                 |                        |
| 2009 |                                                 | Professor Layton and the Eternal Diva         | Danny (hangja)                                       |                        |
| 2010 |                                                 | The Tempest                                   | Stefano                                              |                        |
| 2010 | Perzsia hercege: Az idő homokja                 | Prince of Persia: The Sands of Time           | Amar sejk                                            | Gesztesi Károly        |
| 2010 | A varázslótanonc                                | The Sorcerer's Apprentice                     | Maxim Horvath                                        | Gesztesi Károly        |
| 2011 | Elhurcolva                                      | Abduction                                     | Frank Burton                                         | Háda János             |
| 2011 | Rango                                           | Rango                                         | Roadkill (hangja)                                    | Csuja Imre             |
| 2012 |                                                 | Loving Miss Hatto                             | William Barrington-Coupe                             |                        |
| 2012 |                                                 | The Forger                                    | Everly Campbell                                      |                        |
| 2013 |                                                 | Bless Me, Ultima                              | Antonio (hangja)                                     |                        |
| 2013 | Emanuel másik élete                             | The Truth About Emanuel                       | Dennis                                               | Borbiczki Ferenc       |
| 2013 | Justin, a hős lovag                             | Justin and the Knights of Valour              | Reginald (hangja)                                    | Fazekas István         |
| 2013 | Szörny Egyetem                                  | Monsters University                           | Vér professzor (hangja)                              | Harsányi Gábor         |
| 2013 |                                                 | Vivaldi                                       | Tartini                                              |                        |
| 2014 | A szerelem útjai                                | Love Is Strange                               | George Garea                                         | Törköly Levente        |
| 2014 |                                                 | Return to Zero                                | Robert Royal                                         |                        |
| 2014 | Meglepetés Párizsban                            | We'll Never Have Paris                        | Terry Berman                                         | Barbinek Péter         |
| 2014 | Fulladás                                        | Swelter                                       | Doki                                                 | Kapácsy Miklós         |
| 2014 | Kahlil Gibran: A próféta                        | Kahlil Gibran's The Prophet                   | őrmester (hangja)                                    |                        |
| 2014 |                                                 | Heavenly Sword                                | Bohan király (hangja)                                |                        |
| 2015 | Különös varázs                                  | Strange Magic                                 | Tündérkirály (hangja)                                | Kajtár Róbert          |
| 2015 | Különös varázs                                  | Strange Magic                                 | Tündérkirály (hangja)                                | Forgács Gábor          |
| 2015 | Szemekbe zárt titkok                            | The Secret in Their Eyes                      | Martin Morales                                       | Csuja Imre             |
| 2016 |                                                 | Little Men                                    | Hernán                                               |                        |
| 2016 |                                                 | Donald Trump's The Art of the Deal: The Movie | Jerry Schrager                                       |                        |
| 2016 | Afganisztáni víg napjaim                        | Whiskey Tango Foxtrot                         | Ali Maszúd Szádik                                    | Kassai Károly          |
| 2016 | Afganisztáni víg napjaim                        | Whiskey Tango Foxtrot                         | Ali Maszúd Szádik                                    | Csankó Zoltán          |
| 2016 |                                                 | Paint It Black                                | Cal                                                  |                        |
| 2016 |                                                 | Message from the King                         | Preston                                              |                        |
| 2016 | Fiam nélkül soha                                | A Family Man                                  | Lou Wheeler                                          | Törköly Levente        |
| 2017 |                                                 | Breakable You                                 | Paul Weller                                          |                        |
| 2017 | A sötét Igazság Ligája                          | Justice League Dark                           | Destiny doktor (hangja)                              | Bolla Róbert           |
| 2018 | Így ne legyél elnök                             | The Front Runner                              | Ben Bradlee                                          | Faragó András          |
| 2018 |                                                 | Saint Judy                                    | Ray Hernandez                                        |                        |
| 2018 | Ralph lezúzza a netet                           | Ralph Breaks the Internet                     | Dupla Dan (hangja)                                   | Borbiczki Ferenc       |
| 2018 |                                                 | Henchmen                                      | Baron Blackout (hangja)                              |                        |
| 2018 | Alelnök                                         | Vice                                          | Waiter (cameo)                                       | Csuja Imre             |
| 2019 | Ne engedd el!                                   | Don't Let Go                                  | Howard Keleshian                                     | Berzsenyi Zoltán       |
| 2019 |                                                 | The Devil Has a Name                          | Nagyfőnök                                            |                        |
| 2019 | Jégvarázs 2.                                    | Frozen II                                     | Agnarr király (hangja)                               | Rosta Sándor           |
| 2020 | Ígéretes fiatal nő                              | Promising Young Woman                         | Jordan Green (cameo)                                 | Schneider Zoltán       |
| 2020 | A remény ereje                                  | The Water Man                                 | Jim Bussey                                           | Schneider Zoltán       |
| 2021 | Trollvadászok: A titánok felemelkedése          | Trollhunters: Rise of the Titans              | Archie (hangja)                                      |                        |
| 2021 | Pókember: Nincs hazaút                          | Spider-Man: No Way Home                       | Dr. Otto Octavius / Doctor Octopus                   | Besenczi Árpád         |
| 2022 | DC Szuperállatok Ligája                         | DC League of Super-Pets                       | Jor-El (hangja)                                      | Dévai Balázs           |
| 2024 | A felbujtók                                     | The Instigators                               | Richie Dechico                                       |                        |
| 2024 | Harold és a varázsceruza                        | Harold and the Purple Crayon                  | narrátor / Crockett Johnson                          | Tarján Péter           |

### Televízió
| Év        | Magyar cím                                    | Eredeti cím                                    | Szerep                                | Megjegyzések                                                    |
| --------- | --------------------------------------------- | ---------------------------------------------- | ------------------------------------- | --------------------------------------------------------------- |
| 1978      |                                               | The Losers                                     | Nigel                                 | 6 epizód                                                        |
| 1981      |                                               | Bognor                                         | pincér                                | 2 epizód                                                        |
| 1983      |                                               | Reilly, Ace of Spies                           | Yakov Blumkin                         | 1 epizód                                                        |
| 1985      |                                               | C.A.T.S. Eyes                                  | Cropper                               | 1 epizód                                                        |
| 1986      | Baleseti sebészet                             | Casualty                                       | Harry Horner                          | 1 epizód                                                        |
| 1987      | Miami Vice                                    | Miami Vice                                     | Esther ügyvédje                       | - 1 epizód - magyar hangja: - Csík Csaba Krisztián              |
| 1989      |                                               | Saracen                                        | Jose Morazan                          | 1 epizód                                                        |
| 1989–1992 |                                               | Screen One                                     | több szereplő                         | 4 epizód                                                        |
| 1989–1995 |                                               | Screen Two                                     | több szereplő                         | 4 epizód                                                        |
| 1990–1992 |                                               | El C.I.D.                                      | Bernard Blake                         | 13 epizód                                                       |
| 1991      |                                               | Ashenden                                       | Carmona                               | 1 epizód                                                        |
| 1991      |                                               | Performance                                    | George Melly                          | 1 epizód                                                        |
| 1991      |                                               | Boon                                           | Mike Hubble                           | 1 epizód                                                        |
| 1996      |                                               | Tracey Takes On...                             | Mr. Dragotti                          | 1 epizód                                                        |
| 1998      | A Thornberry család                           | The Wild Thornberrys                           | Elcio (hangja)                        | 1 epizód                                                        |
| 1999–2001 | Nőrület                                       | Ladies Man                                     | Jimmy Stiles                          | főszereplő (30 epizód) és producer                              |
| 2002      |                                               | Bram & Alice                                   | Bram                                  | főszereplő (9 epizód)                                           |
| 2003      | Az igazság ligája                             | Justice League                                 | Gustav király (hangja)                | 1 epizód                                                        |
| 2005      | Esküdt ellenségek: Különleges ügyosztály      | Law & Order: Special Victims Unit              | Gabriel Duvall                        | 1 epizód                                                        |
| 2005      | Esküdt ellenségek: Az utolsó szó jogán        | Law & Order: Special Victims Unit              | Gabriel Duvall                        | 1 epizód                                                        |
| 2007      | Monk – A flúgos nyomozó                       | Monk                                           | Peter Magneri                         | - 1 epizód - magyar hangja:[forrás?] - Koncz István             |
| 2007      | A Cég – A CIA regénye                         | The Company                                    | Harvey Torriti / A mágus              | - 6 epizód - magyar hangja: - Besenczi Árpád                    |
| 2010–2011 | Esküdt ellenségek: Los Angeles                | Law & Order: LA                                | Ricardo Morales                       | - főszereplő - magyar hangja:[forrás?] - Várkonyi András        |
| 2010–2012 |                                               | Roger & Val Have Just Got In                   | Roger Stephenson                      | főszereplő (12 epizód)                                          |
| 2010–2012 | Az élet és Tim                                | The Life & Times of Tim                        | Chairman (hangja)                     | 2 epizód                                                        |
| 2011      |                                               | Harry's Law                                    | Eric Sanders                          | 3 epizód                                                        |
| 2012      | Kung Fu Panda – A rendkívüliség legendája     | Kung Fu Panda: Legends of Awesomeness          | Ke-Pa (hangja)                        | 1 epizód                                                        |
| 2012–2016 | Rejtélyek városkája                           | Gravity Falls                                  | Multi-medve (hangja)                  | - 3 epizód - magyar hangja:[forrás?] - Vass Gábor               |
| 2012–2020 | Robotcsirke                                   | Robot Chicken                                  | Lex Luthor / egyéb szereplők (hangja) | 7 epizód                                                        |
| 2013      |                                               | Monday Mornings                                | Dr. Harding Hooten                    | főszereplő                                                      |
| 2013      | Tömény történelem                             | Drunk History                                  | Arthur Conan Doyle                    | 1 epizód                                                        |
| 2014      | Rick és Morty                                 | Rick and Morty                                 | Ördög (hangja)                        | 1 epizód                                                        |
| 2014      | Kozmosz: Történetek a világegyetemről         | Cosmos: A Spacetime Odyssey                    | Ibn al-Hajszam (hangja)               | 1 epizód                                                        |
| 2014      |                                               | Matador                                        | Andrés Galan                          | főszereplő                                                      |
| 2014–2017 | Penn Zero, a félállású hős                    | Penn Zero: Part-Time Hero                      | Rippen (hangja)                       | - főszereplő - magyar hangja:[forrás?] - Nagypál Gábor          |
| 2015      | Mutassatok egy hőst!                          | Show Me a Hero                                 | Henry J. Spallone                     | - főszereplő - magyar hangja:[forrás?] - Mihályi Győző          |
| 2015      |                                               | Axe Cop                                        | több szereplő (hangja)                | 2 epizód                                                        |
| 2015      |                                               | Oscar's Hotel for Fantastical Creatures        | Norbert (hangja)                      | 1 epizód                                                        |
| 2015      | Királyok hétköznapjai                         | Long Live the Royals                           | Rupert / Neil (hangja)                | 2 epizód                                                        |
| 2016–2017 | Angie Tribeca – A törvény nemében             | Angie Tribeca                                  | Dr. Edelweiss                         | - 16 epizód - magyar hangja: - Törköly Levente                  |
| 2016–2018 | Sárkányok                                     | DreamWorks Dragons                             | Viggo Grimborn (hangja)               | - visszatérő szerep - magyar hangja:[forrás?] - Törköly Levente |
| 2016      |                                               | Close to the Enemy                             | Harold Lindsay-Jones                  | főszereplő                                                      |
| 2016      | Amerikai fater                                | American Dad!                                  | Vonóautó-sofőr (hangja)               | 1 epizód                                                        |
| 2017      | Viszály                                       | Feud: Bette and Joan                           | Robert Aldrich                        | - főszereplő - magyar hangja:[forrás?] - Várkonyi András        |
| 2017      | Szénné égek idefent                           | I'm Dying Up Here                              | Carl Veisor                           | 1 epizód                                                        |
| 2017      | Üdv a Wayne-ben                               | Welcome to the Wayne                           | Albert Molina (hangja)                | - 3 epizód - magyar hangja:[forrás?] - Varga Rókus              |
| 2018      |                                               | I Feel Bad                                     | Max                                   | 1 epizód                                                        |
| 2018–2023 | Bűbájtábor                                    | Summer Camp Island                             | Andy Peltzer (hangja)                 | - 12 epizód - magyar hangja:[forrás?] - Sörös Miklós            |
| 2019      | Hárman a Földön: Arcadia meséi                | 3Below: Tales of Arcadia                       | Archie (hangja)                       | 1 epizód                                                        |
| 2019      | Frankenstein szörnyének szörnye, Frankenstein | Frankenstein's Monster's Monster, Frankenstein | Aubrey Fields                         | tévéfilm                                                        |
| 2020      | Santiago és a tenger                          | Santiago of the Seas                           | Santa Claus (hangja)                  | - 1 epizód - magyar hangja: - Mikó István                       |
| 2020      | Green család a nagyvárosban                   | Big City Greens                                | Cogburn (hangja)                      | 1 epizód                                                        |
| 2020      | Vigyázz, ufók!                                | Solar Opposites                                | herceg (hangja)                       | 5 epizód                                                        |
| 2020      | Harley Quinn                                  | Harley Quinn                                   | Mr. Fagy / Stew (hangja)              | 2 epizód                                                        |
| 2020      | Family Guy                                    | Family Guy                                     | panamai ember (hangja)                | 1 epizód                                                        |
| 2020      | Varázslók: Arcadia meséi                      | Wizards: Tales of Arcadia                      | Arcadia (hangja)                      | főszereplő                                                      |
| 2020      |                                               | Crossing Swords                                | Robin Hood (hangja)                   | 1 epizód                                                        |
| 2020      |                                               | Infinity Train                                 | Chandelier (hangja)                   | 1 epizód                                                        |
| 2021      | Maya és a három harcos                        | Maya and the Three                             | Lord Mictlan (hangja)                 | főszereplő                                                      |
| 2021–2024 | Szörnyszakik                                  | Monsters at Work                               | Derek Knight professzor (hangja)      | - 2 epizód - magyar hangja: - Harsányi Gábor                    |
| 2022      | Üvöltés                                       | Roar                                           | Silas McCall                          | 1 epizód                                                        |
| 2022      |                                               | Three Pines                                    | Armand Gamache főfelügyelő            | főszereplő                                                      |
| 2023      | Isten áldd meg Petey-t!                       | Praise Petey                                   | ember Shih Tzu (hangja)               | 1 epizód                                                        |
| 2024      |                                               | Hamster & Gretel                               | Meteorit (hangja)                     | 1 epizód                                                        |
| 2024      | Kóbor alakulat                                | Skeleton Crew                                  | Benjar Pranic (hangja)                | 1 epizód                                                        |

### Videójáték

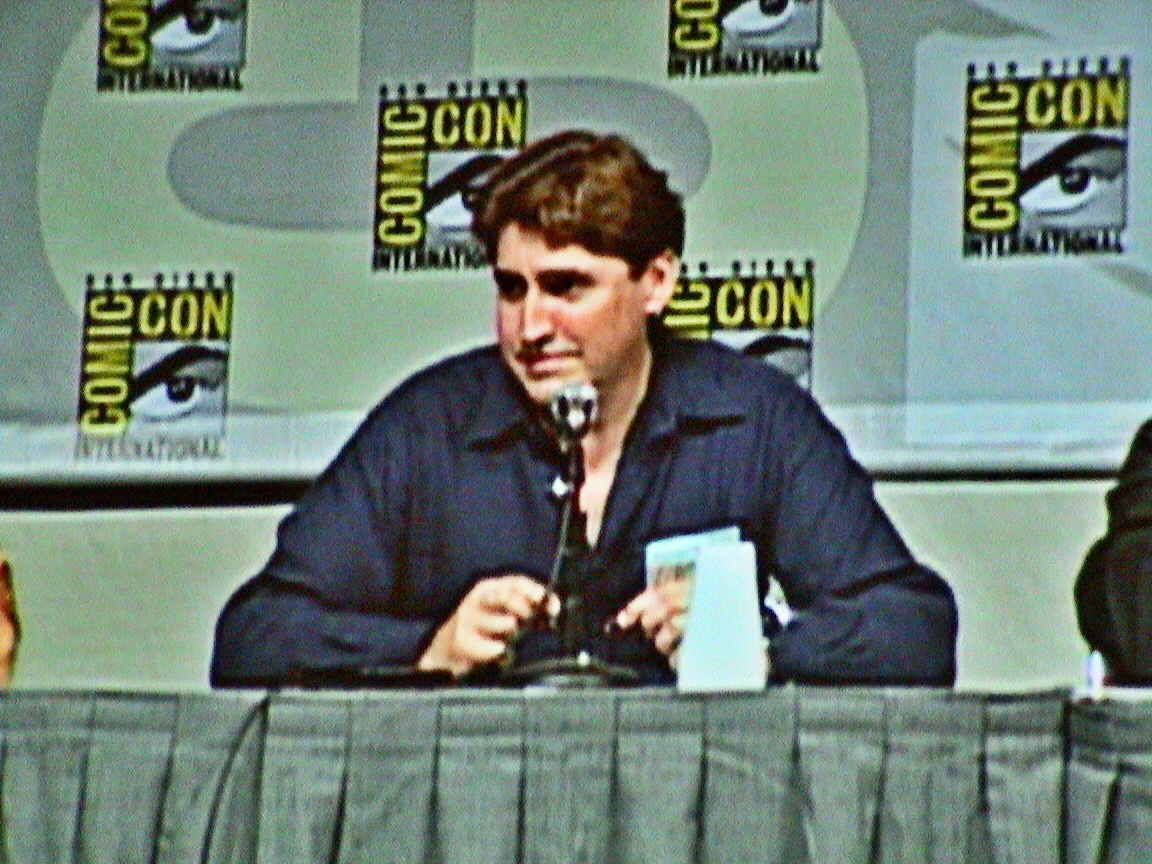
A San Diegó-i Comic-Con kiállításon (2003)

| Év   | Cím                                         | Szerep                         |
| ---- | ------------------------------------------- | ------------------------------ |
| 2004 | Spider-Man 2                                | Otto Octavius / Doctor Octopus |
| 2014 | The Elder Scrolls Online                    | Abnur Tharn                    |
| 2015 | The Elder Scrolls Online: Tamriel Unlimited | Abnur Tharn                    |
| 2016 | The Elder Scrolls Online: Gold Edition      | Abnur Tharn                    |
| 2017 | The Elder Scrolls Online: Morrowind         | Abnur Tharn                    |
| 2017 | Wilson's Heart                              | Bela Belascó                   |
| 2018 | The Elder Scrolls Online: Summerset         | Abnur Tharn                    |
| 2019 | The Elder Scrolls Online: Elsweyr           | Abnur Tharn                    |
| 2019 | The Elder Scrolls Online: Dragonhold        | Abnur Tharn                    |
| 2020 | The Elder Scrolls Online: Greymoor          | Abnur Tharn                    |
| 2021 | The Elder Scrolls Online: Blackwood         | Abnur Tharn                    |